# بيلاش كوراني
بيلاش كوراني (بالمجرية: Korányi Balázs)‏ هو منافس ألعاب قوى مجري، ولد في 30 مايو 1974 في بودابست في المجر.

## وصلات خارجية
- بيلاش كوراني على موقع الاتحاد الدولي لألعاب القوى (الإنجليزية)
- بيلاش كوراني على موقع أوليمبيديا (الإنجليزية)